# Protohelius nigricolor
Protohelius nigricolor är en tvåvingeart som beskrevs av Alexander 1940. Protohelius nigricolor ingår i släktet Protohelius och familjen småharkrankar. Inga underarter finns listade i Catalogue of Life.